# Кападокия (римска провинция)
 Тази статия е за римската провинция.  За историческата област вижте Кападокия.  
Кападокия е римска провинция в Мала Азия (в съвременна централна и източна Турция) със столица Цезарея. Основана е през 17 г. сл. Хр. от император Тиберий (управлявал 14 – 37 г.) след смъртта на последния цар на Кападокийското царство Архелай.
Кападокия е императорска провинция, чийто управител (легат) се назначава директно от императора. Към края на I век към нея са присъединени райони от Витиния и Понт и Малка Армения.

## Предистория
Царство Кападокия е една от държавите, наследили империята на Александър Велики. То се управлява от поредица царе и за пръв път се среща с римляните по време на римско-сирийската война (от 192 до 188 пр. Хр.) като се бие срещу тях като съюзник на цар Антиох III от Селевкидите. След поражението на Селевкидското царство царят на Кападокия Ариарат IV влиза в приятелски отношения с римляните, като обещава дъщеря си за жена на царя на Пергам, римски съюзник. Последвалите го кападокийски царе от династията Ариаратиди стават главен съюзник на римляните на изток в противовес на Селевкидите. Кападокия застава на страната на Рим и в Третата македонска война 171 – 166 пр. Хр. Със своята победа Римската република се установява като голяма сила в източното Средиземноморие.
Пергамският цар Атал III не оставя наследник и през 133 г. пр. Хр. завещава царството си на Рим. Пергамският претендент за трона Евмен III окупира територията. През 130 г. пр. Хр., кападокийският цар Ариарат V подкрепя римския консул Публий Лициний Крас Муциан в опита му да прогони Евмен, като и двамата загиват в битката. След смъртта на Ариарат на трона се възкачва синът му Ариарат VI. Той взема за съпруга Лаодика, най-възрастната дъщеря на цар Митридат V от Понт, с която имат три деца. Кападокия попада под силна зависимост на царство Понт, макар и формално да е независимо. Ариарат е убит през 111 г. пр. Хр., по нареждане на Митридат VI, син на Митридат V. Вдовицата му се жени за Никомед III от Витиния, но не след дълго Кападокия се връща в сферата на влияние на Понт, като Митридат VI дори поставя на кападокийския трон своя осемгодишен син като Ариарат IX. Кападокийските благородници се вдигат на бунт през 97 г. Пр.Хр. и връщат династията на Ариатридите на трона, но скоро бунтът е потушен и синът на Митридат възстановен

### Римски васал (95 г. пр. Хр.-14 г. сл. Хр.)
В отговор на безредиците в Кападокия, през 95 г. пр. Хр. цар Никомед III изпраща делегация в Рим с претенция върху Кападокия. Същото прави и Митридат VI. Римският сенат обаче отхвърля претенциите и на двамата и изисква от тях да изтеглят войските си и да гарантират нейната независимост. С военната подкрепа на римския управител на Киликия Луций Корнелий Сула на трона на Кападокия е поставен Ариобарзан I. Така царството става клиентска държава на Римската република. Въпреки това враждата с Понт продължава и Кападокия воюва с Тигран II от Армения, доведен син на Митридат, като за известно време Ариобарзан е детрониран, но римляните му помагат да възвърне властта си.  Подобна съдба има и цар Никомед във Витиния.
През 89 г. пр. Хр., Митридат VI отново нахлува в Кападокия, което разпалва първата Митридатова война (89 – 85 г. пр. Хр.) между Рим и Понт, подкрепян от Армения. Консулът Сула тръгва от Рим с пет римски легиона и през Гърция и побеждава войската на Митридат VI през 86 г. пр. Хр. при Херонея и през 85 г. пр. Хр. при Орхомен. В Мала Азия на римляните помагат царство Кападокия, царство Витиния и Родос. Митридат е победен и под контрола му остава само Понт.
След смъртта на Никомед IV царство Витиния е завещано на Рим. Митридат отново настъпва и започва Втората Митридатова война (83 – 81 г. пр. Хр.) Тогава римските войски са предвождани от Луций Лициний Мурена, а войната свършва след поражение на римляните и заповед на Сула да се оттеглят.
Третата Митридатова война е от 75 г. пр. Хр. до 63 г. пр. Хр. и легионите са водени от Луций Лициний Лукул до 65 г. пр. Хр. и от Помпей Велики от 66 до 63 г. пр. Хр. Войната свършва с пълно поражение за Понтийското царство, а Митридат бяга в Боспорското царство, където се самоубива от страх да не бъде предаден на римляните.
Помпей Велики анексира Витиния, Понт и Киликия. Армения се предава, а Помпей се насочва на юг и официално анексира Сирия, като сваля владетеля Антиох XIII Азиатик.
След смъртта на Ариобарзан I преди да се завърне в Рим, Помпей качва на трона на Кападокия Ариобарзан II. Той царува като подчинен на Рим до 51 г. пр. Хр., когато е убит по поръчка на съседното Партско царство. Римският сенат определя за законен наследник неговия син Ариобарзан III и с военната подкрепа на римския управител на Киликия Марк Тулий Цицерон той заема трона на Кападокия. При разкриването на заговор срещу него от страна на майка му, която е дъщеря на Митридат VI, той я прогонва от царството. По-късно Кападокия играе съществена роля по време на кризата в Римската република, настъпила с гражданската война на Цезар.
Когато Октавиан става август като първият римски император през 27 г. пр. Хр., Кападокия се превръща във важна и доверена клиентска държава, като поддържа относителна независимост в реорганизираната Римска империя. Цар Архелай е важен проводник на източната политика на императора. Октавиан го счита за лоялен владетел и като награда за неговата лоялност през 25 г. пр. Хр. придава под негово владение териториите на римска Киликия по източното крайбрежие на Средиземно море, както и Малка Армения на Черно море. Така царството на Архилай може да действа като буфер между Рим и Партското царство, а освен това да се бори с пиратството в източното Средиземноморие.

## Римска провинция
През 131-137г. Ариан управлява Кападокия със званието legatus Augusti pro praetore.